# William A. Longacre
William Atlas Longacre, II (* 16. Dezember 1937 in Hancock, Michigan; † 18. November 2015 in Tucson, Arizona) war ein US-amerikanischer Archäologe. In den 1960er Jahren gehörte er zu den Initiatoren der New Archaeology (auch: „Processual Archaeology“). Des Weiteren gilt Longacre als Mitbegründer der Ceramic Sociology.

## Leben
Longacre wuchs in Houghton, Michigan auf. Sein Vater lehrte dort als Physikprofessor am Michigan College of Mining and Technology. Longacre selbst besuchte das Michigan College of Mining and Technology und wechselte dann an die University of Illinois at Urbana-Champaign, wo er 1959 einen Bachelor of Arts in Anthropologie erhielt. Anschließend setzte er sein Studium an der University of Chicago fort. Hier lernte er Lewis Binford kennen, der 1961 als Visiting Professor an die Universität kam, und gehörte zu der Gruppe von Studenten um Binford, aus welcher heraus sich der Forschungsansatz der New Archaeology entwickelte. 1963 promovierte er als erster dieser Studenten und spezialisierte sich auf die Archäologie des nordamerikanischen Südwestens. In seiner Dissertation Archaeology as anthropology: A case study beschäftigte er sich mit der archäologischen Fundstelle Carter Ranch Site, einem Pueblo aus dem 12. bis Mitte 13. Jahrhundert in Ost-Arizona. Bald darauf erhielt er von Emil W. Haury das Angebot an der University of Arizona tätig zu werden. Longacre nahm dies an und lehrte ab 1964 als Assistant Professor am dortigen Department of Anthropology. Longacre sollte hier einen Großteil seiner weiteren akademischen Laufbahn verbringen. Er wurde später Associate Professor sowie Professor.
1966 wurde er Direktor der archäologischen Field School der Universität. Inspiriert von Paul S. Martin, unter dessen Leitung er während seiner Zeit an der University of Chicago Feldforschung betrieben hatte, baute Longacre die Field School der University of Arizona zu einem der führenden Programme ihrer Art in den Vereinigten Staaten auf. Während seiner Zeit als Direktor zwischen 1966 und 1979 führten mehr als 300 Studenten archäologische Feldforschungen in dem Grasshopper Pueblo in Ost-Arizona aus. Für viele sollten die hier eingeführten neuen Techniken und Analysemethoden prägend sein für ihre spätere akademische Karriere.
Resultierend aus den durch die New Archaeology aufgeworfenen Fragestellungen und Erkenntnisse brachte Longacre ab 1973, auf Anregung des Anthropologen Edward Dozier, welcher sich ebenfalls mit der Pueblo-Kultur befasste, dabei jedoch auch Erfahrungen mit ethnologischen Untersuchungen bezüglich der Kalinga im Nordwesten der philippinischen Insel Luzon hatte, ein neues Forschungsprogramm, das Kalinga Ethnoarchaeological Project, auf den Weg. Der dahinterstehende Gedanke war es, aus ethnoarchäologischen Keramikuntersuchungen mittels der Methodik der New Archeology gewonnene Erkenntnisse zu den Kalinga auf prähistorische Pueblo-Gesellschaften zu übertragen. 1975 erfolgte der Start des Projektes, welches in den nächsten Jahrzehnten zu einem der längsten laufenden ethnoarchäologischen Forschungsprojekte werden sollte und für viele Archäologen der Behavioral Archaeology ihr erster Kontakt mit archäologischer Feldforschung wurde.
Die regelmäßigen Forschungsaufenthalte weckten sein Interesse für das Land und so begann er, Archäologie an der Universität der Philippinen zu unterrichten. Diese 30-jährige Tätigkeit als Gastprofessor hatte einen nachhaltigen Einfluss auf die Professionalisierung archäologischer Forschung und Lehre in den Philippinen.
Von 1989 wurde er Leiter des Department of Anthropology der University of Arizona und löste damit William Stini ab. Diese Position bekleidete er bis 1998. Im selben Jahr erfolgte seine Berufung zum Fred A. Riecker Distinguished Professor. 2004 erfolgte seine Emeritierung. Während seiner 50-jährigen akademischen Karriere betreute er 22 Doktoranden, unter anderem Michael W. Graves, James M. Skibo und Miriam T. Stark und veröffentlichte neun Bücher sowie mehr als 60 Artikel.
Longacre war Fellow der American Association for the Advancement of Science sowie Ehrenmitglied der American Ceramic Society. 1994 erhielt er den Award for Excellence in Ceramic Studies der Society for American Archaeology.

## Veröffentlichungen (Auswahl)
- mit Sally J. Holbrook, Michael W. Graves (Hrsg.): Multidisciplinary Research at Grasshopper Pueblo. (1982, Anthropological Papers, Number 40. University of Arizona Press, Tucson, AZ)
- (Hrsg.): Ceramic Ethnoarchaeology (1991, University of Arizona Press, Tucson, AZ)
- mit James M. Skibo (Hrsg.): Kalinga Ethnoarchaeology: Expanding Archaeological Method and Theory. (1994, Smithsonian Institution Press, Washington, D.C.)